# Yong-pal
Yong-pal (hangul: 용팔이; RR: Yongpal-i) är en sydkoreansk TV-serie som sändes på SBS från 5 augusti till 1 oktober 2015. Joo Won, Kim Tae-hee, Chae Jung-an och Jo Hyun-jae i huvudrollerna.

## Rollista (i urval)
- Joo Won - Kim Tae-hyun
- Kim Tae-hee - Han Yeo-jin
- Chae Jung-an - Lee Chae-young
- Jo Hyun-jae - Han Do-joon